# ناثانيل تشووت
ناثانيل تشووت (بالإنجليزية: Nathaniel Choate)‏ هو رسام أمريكي، ولد في 26 ديسمبر 1899، وتوفي في 21 أغسطس 1965 في نيويورك في الولايات المتحدة.